# Michaël Lallemand
Michaël Lallemand (Eupen, 11 februari 1993) is een Belgische voetballer die speelt bij Club Luik sinds 2019.

## Carrière
Op vijfjarige leeftijd begon Lallemand zijn carrière bij KAS Eupen. In 2004 werd zijn talent ontdekt door Standard Luik en tekende hij daar een contract. Bij Standard Luik kon hij niet doorbreken, en daarom besloot hij om in 2011 terug te keren naar de club waar het allemaal begon, KAS Eupen.
Zijn volgende clubs in België waren KV Kortrijk, Royal Antwerp, Deinze en Club Luik.

## Statistieken
| seizoen | club        | land   | competitie    | wed. | goals |
| ------- | ----------- | ------ | ------------- | ---- | ----- |
| 2011/12 | KAS Eupen   | België | Tweede Klasse | 28   | 1     |
| 2012/13 | KAS Eupen   | België | Tweede Klasse | 31   | 6     |
| 2013/14 | KAS Eupen   | België | Tweede Klasse | 33   | 18    |
| 2014/15 | KAS Eupen   | België | Tweede Klasse | 24   | 4     |
| 2015/16 | KV Kortrijk | België | Eerste Klasse | 6    | 0     |
|         |             |        | Totaal        | 92   | 25    |

3 Pupe ·
4 Goncalves ·
5 Fila ·
6 Masangu ·
7 M'Barki ·
8 Van Oudenhove ·
9 Lallemand ·
10 Hens ·
11 Scheidler ·
13 Devriendt ·
15 Fofana ·
16 Kvet ·
17 Yahaya ·
18 Rôdes ·
19 Akman ·
20 Hrncar ·
21 Cools ·
22 Ruyssen ·
23 Acquah ·
24 Viltard ·
26 Oratmangoen ·
30 Dietsch ·
34 Verrips ·
53 Sylla ·
77 Nsimba ·
88 Ferraro ·
90 Berte ·
98 Soladio ·
Coach: Euvrard